# 1943 год в спорте
Список 1943 год в спорте перечисляет спортивные события, произошедшие в 1943 году.

## СССР

### Футбол
- Матч «На руинах Сталинграда»;
- ФК «Спартак» Москва в сезоне 1943;

## Международные события
- Создан баскетбольный клуб «Хапоэль» (Иерусалим);

### Футбол
- Кубок Испании по футболу 1943;
- Чемпионат Испании по футболу 1942/1943;
- Чемпионат Испании по футболу 1943/1944;
- Чемпионат Португалии по футболу 1942/1943;
- Чемпионат Португалии по футболу 1943/1944;
- Финал Кубка Нидерландов по футболу 1943;
- Чемпионат Ирландии по футболу 1942/1943;
- Чемпионат Ирландии по футболу 1943/1944;
- Чемпионат Исландии по футболу 1943;
- Чемпионат Уругвая по футболу 1943;
- Чемпионат Чили по футболу 1943;
- Чемпионат Швейцарии по футболу 1942/1943;
- Чемпионат Швейцарии по футболу 1943/1944;
- Созданы клубы:
  - «Аль-Ахли» (Шенди);
  - «Валлетта»;
  - «Веракрус»;
  - «Вила-Нова» (Гояния);
  - «Голден Эрроуз»;
  - «Гояс»;
  - «Ливингстон»;
  - «Нанси-Лорьян»;
  - «Реймс-Шампань»;
  - «Камберленд Юнайтед»

### Хоккей с шайбой
- НХЛ в сезоне 1942/1943;
- НХЛ в сезоне 1943/1944;